# Radar de surveillance d'aéroport
Pour les articles homonymes, voir radar (homonymie).

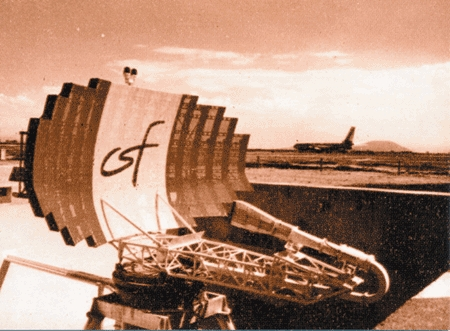
Une antenne radar primaire de surveillance LP23 à l'aéroport d'Orly, près de Paris, France, en 1964.

Un radar de surveillance d'aéroport (en anglais, airport surveillance radar (ASR)) est un système radar utilisé dans les aéroports pour détecter et afficher la présence et la position des aéronefs dans la zone terminale, l'espace aérien autour des aéroports. Il s'agit du principal système de contrôle du trafic aérien pour l'espace aérien autour des aéroports. Dans les grands aéroports, il contrôle généralement le trafic dans un rayon de 60 milles (97 km) de l'aéroport au-dessous d'une altitude de 25 000 pieds (7 620 m).

## Description

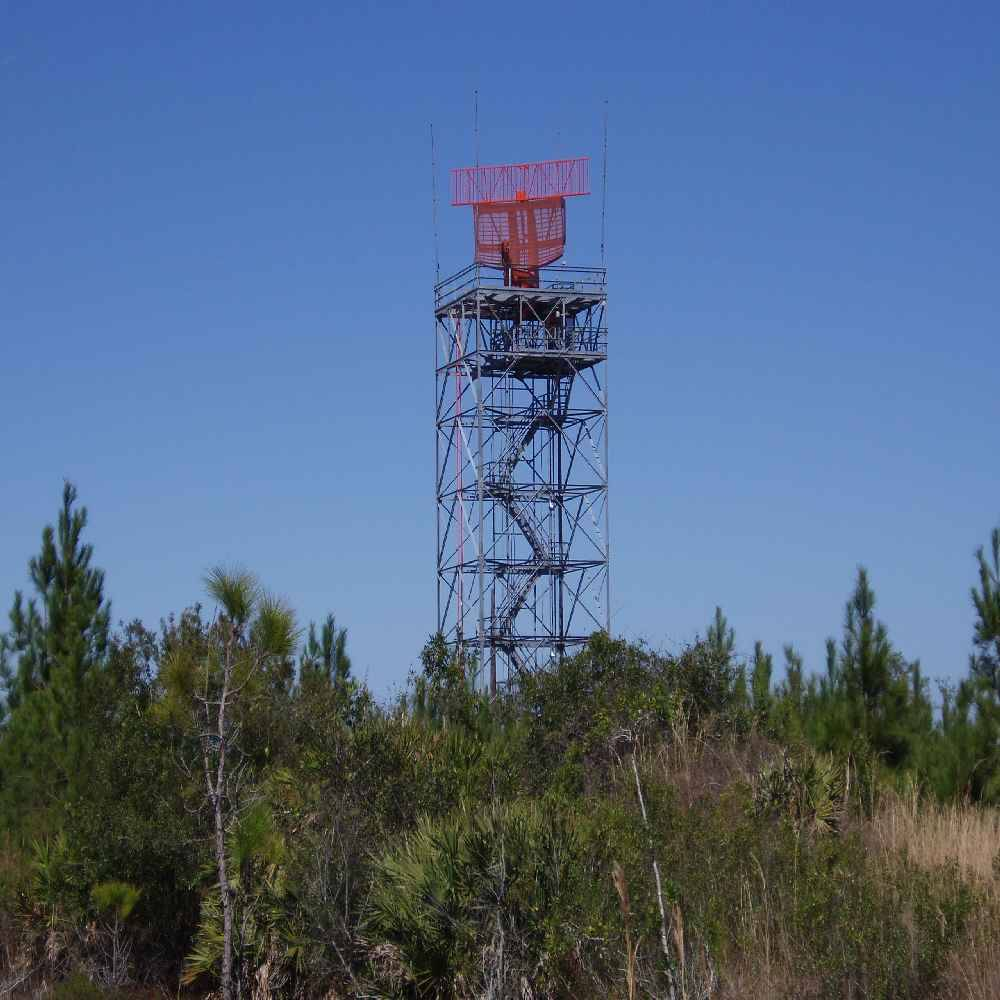
Radar de surveillance de l'aéroport international de Daytona Beach.

Les systèmes sophistiqués des grands aéroports se composent de deux radars différents. Le radar principal est un radar primaire qui consiste en une grande antenne parabolique rotative qui émet un faisceau vertical de micro-ondes en forme d'éventail dans l'espace aérien entourant l'aéroport. Il détecte la position et la distance des avions par la réflexion des micro-ondes sur ceux-ci. Aux États-Unis, ce radar principal fonctionne à une fréquence de 2,7 à 2,9 GHz dans la bande S avec un rayonnement d'une puissance maximale de 25 kW et d'une puissance moyenne de 2,1 kW.
Le radar de surveillance secondaire se compose d'une seconde antenne rotative, souvent montée sur la principale. Pour sa part, elle interroge les transpondeurs des avions qui lui transmettent un signal radio contenant l'identification de l'avion, l'altitude barométrique et un code d'état d'urgence. Ces informations sont affichées sur un écran radar à côté de celui du radar principal. Il fonctionne à une fréquence de 1,03 à 1,09 GHz dans la bande L avec une puissance maximale de 160 à 1 500 W.
La surveillance est faite par des contrôleurs aériens qui dirigent le trafic afin qu'il demeure sûr et ordonné pour éviter, entre autres, les collisions en vol. La vitesse de rotation de l'antenne est optimisée entre 12 et 15 tours par minute ce qui donne un temps de rafraîchissement des données de 4 à 5 secondes. Ce taux correspond aux normes pour que le contrôleur puisse donner une information actualisée aux pilotes lors d'une approche de l'aérodrome. La position des aéronefs est affichée sur un ou plusieurs écrans de la salle d'opération de l'aéroport. Celle-ci est appelée aux États-Unis le Terminal Radar Approach Control (TRACON).

## Types

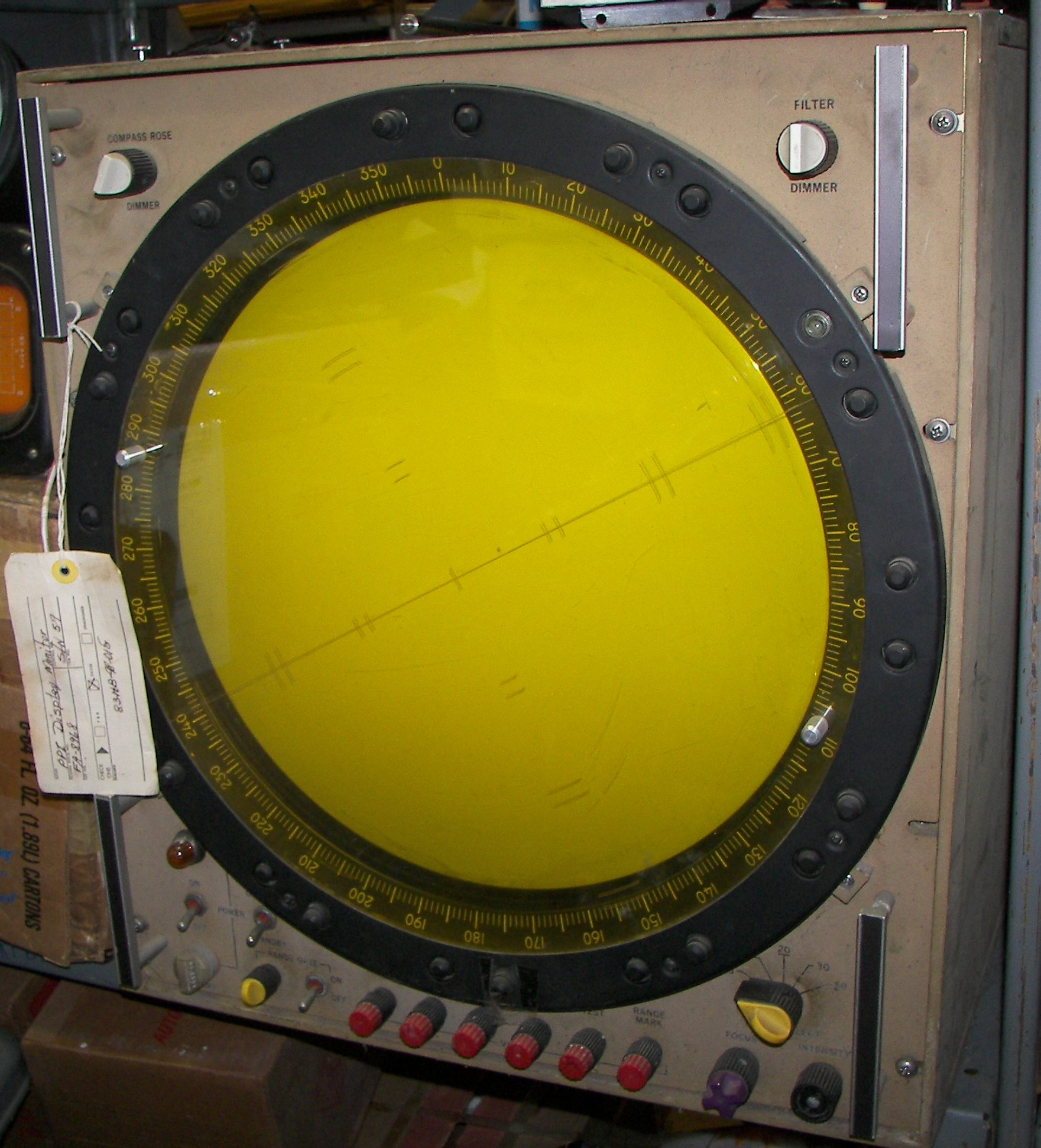
L'écran d'affichage PPI de l'opérateur ASR-7 tel qu'utilisé en 1981.

Il s'agit d'un équipement de sécurité important qui exigence de toujours être disponibilité en plus de devoir être compatible avec tous les différents types d'aéronefs et de systèmes avioniques. Pour cette raison, la conception de ces radars est strictement contrôlée par les agences gouvernementales de sécurité aéroportuaire.
L’Organisation de l’aviation civile internationale (OACI) et l’Organisation européenne pour la sécurité de la navigation aérienne (Eurocontrol) précisent que ces radrs doivent correspondre aux limites de la zone de couverture d'un aérodrome selon la CEAC (Conférence européenne de l'aviation civile). La portée maximale du radar pour les aéronefs volant à une altitude de 3 000 pieds (914 m) en Europe doit être de 75 à 110 km et en hauteur, d'environ 3 000 m. Aux États-Unis, la Federal Aviation Administration (FAA) est responsable d'en faire le développement et la surveillance; tous les ASR doivent détecter des aéronefs jusqu'à une portée de 60 milles (97 km) et une altitude de 25 000 pieds (7 620 m).

### Aux États-Unis

#### ASR-7 et ASR-8
L'ASR-7 est d'un système obsolète qui n'est plus en service. L'ASR-8 est le précurseur analogique de l'ASR-9. Il s'agit d'un système radar vieillissant qui est obsolète, car il ne fournit pas d'entrées numériques aux nouveaux systèmes de terminaux et ne fournit pas l'intensité des précipitations ni l'information sur le mouvement des orages.

#### ASR-9

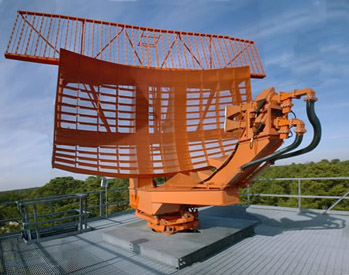
Une antenne radar de surveillance d'aéroport ASR-9. Le réflecteur inférieur incurvé est le radar primaire principal, tandis que l'antenne plate sur le dessus est le radar secondaire. La radiofréquence entre et sort de l'antenne via deux petites cornes orange visibles au premier plan à droite.

La génération actuelle de radar est l'ASR-9, qui a été développé par Northrop/Grumman et installé pour la première fois entre 1989  et 1995. Actuellement, il fonctionne dans 139 sites aux États-Unis et devrait continuer à être utilisé au moins jusqu'en 2025. L'ASR-9 a été le premier radar de surveillance d'aéroport à détecter les conditions météorologiques et les aéronefs avec le même faisceau et à pouvoir les afficher sur le même écran. Il dispose d'un processeur numérique de détection des cibles mobiles (MTD pour Moving Target Detection) qui utilise un radar Doppler qui permet d'éliminer les interférences du sol ou des conditions météorologiques afin de suivre les cibles. Il est, en théorie, capable de suivre un maximum de 700 avions simultanément.
L'émetteur à tube klystron fonctionne dans la bande S entre 2,5 et 2,9 GHz en polarisation circulaire avec une puissance maximale de 1,3 MW et une durée d'impulsion de 1 μs avec une fréquence de répétition des impulsions entre 325 et 1 200 pps. Il peut être transféré sur une fréquence de réserve en cas d'interférence sur la primaire. Le récepteur a la sensibilité pour détecter une surface équivalente radar à partir d'un mètre carré jusqu'à 111 km avec une résolution de portée de 450 pieds (137 m). L'antenne couvre 40° de l'horizon avec ses deux cornets d'alimentation qui créent deux flux verticaux superposés à 4° l'un de l'autre. Le faisceau inférieur transmet l'impulsion sortante et est utilisé pour détecter les cibles éloignées, tandis que le faisceau supérieur de réception détecte les aéronefs à plus haute altitude plus proches. L'antenne a un gain de 34 dB, une largeur de faisceau de 5° en élévation et de 1,4° en azimut. Il tourne à une vitesse de 12,5 tr/min, de sorte que l'espace aérien est balayé toutes les 4,8 secondes.
L'électronique est doublée afin de résister aux pannes. Il dispose d'un sous-système de surveillance à distance qui, en cas de panne, effectue un test afin de détecter et d'isoler le problème. Comme tous les radars de surveillance d'aéroport, il dispose d'un générateur diesel pour continuer à fonctionner pendant les pannes électriques.

#### ASR-11 ou radar de surveillance numérique des aéroports (DASR)
Le radar numérique de surveillance des aéroports (DASR pour Digital Airport Surveillance Radar) est la nouvelle génération de radar entièrement numérique remplace graduellement les systèmes analogiques précédents comme les ASR-7, ASR-8 et ASR-9. L'US Air Force, la Federal Aviation Administration des États-Unis, l'armée américaine et la marine américaine ont acheté des systèmes DASR afin de moderniser les installations radar existantes du département de la Défense des États-Unis (DoD) et des aérodromes civils. Le système DASR détecte la position de l'aéronef et les conditions météorologiques à proximité des aérodromes. Il améliore la fiabilité du système, en plus de fournir des données météorologiques, tout en réduisant les coûts de maintenance, améliorant les performances et fournissant des données compatibles avec les nouveaux systèmes informatiques. L'armée de l'air irakienne a reçu le système DASR.

### Europe
L’ASR-NG (radar de surveillance d’aéroport de nouvelle génération) est le plus récent radar de ce type utilisé en Europe. Il utilise un émetteur à semi-conducteurs de bande S à multifaisceaux, conforme aux exigences des normes de surveillance de l’OACI et à ceux d’Eurocontrol. Il utilise 3 cornets d'alimentation indépendants : deux en cosécante carrée pour le balayage haut et un faisceau mince pour le balayage plus près du sol ce qui permet d'obtenir une détection en 3 dimensions des cibles.
Le système donne une détection Doppler entièrement numérique qui s'autoéduque. Cela permet d’éliminer le fouillis radar et les échos de sol particulier à la zone sondée. L'ASR-NG atténue aussi les échos provenant des éoliennes et les signaux parasites provenant des téléphones mobiles.

## Systèmes d'affichage

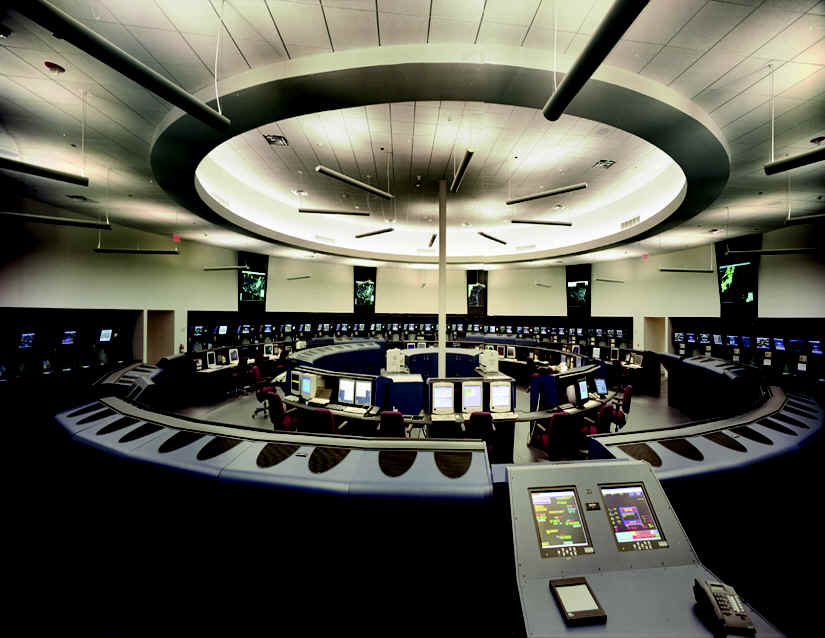
Salle du TRACON près de Washington.

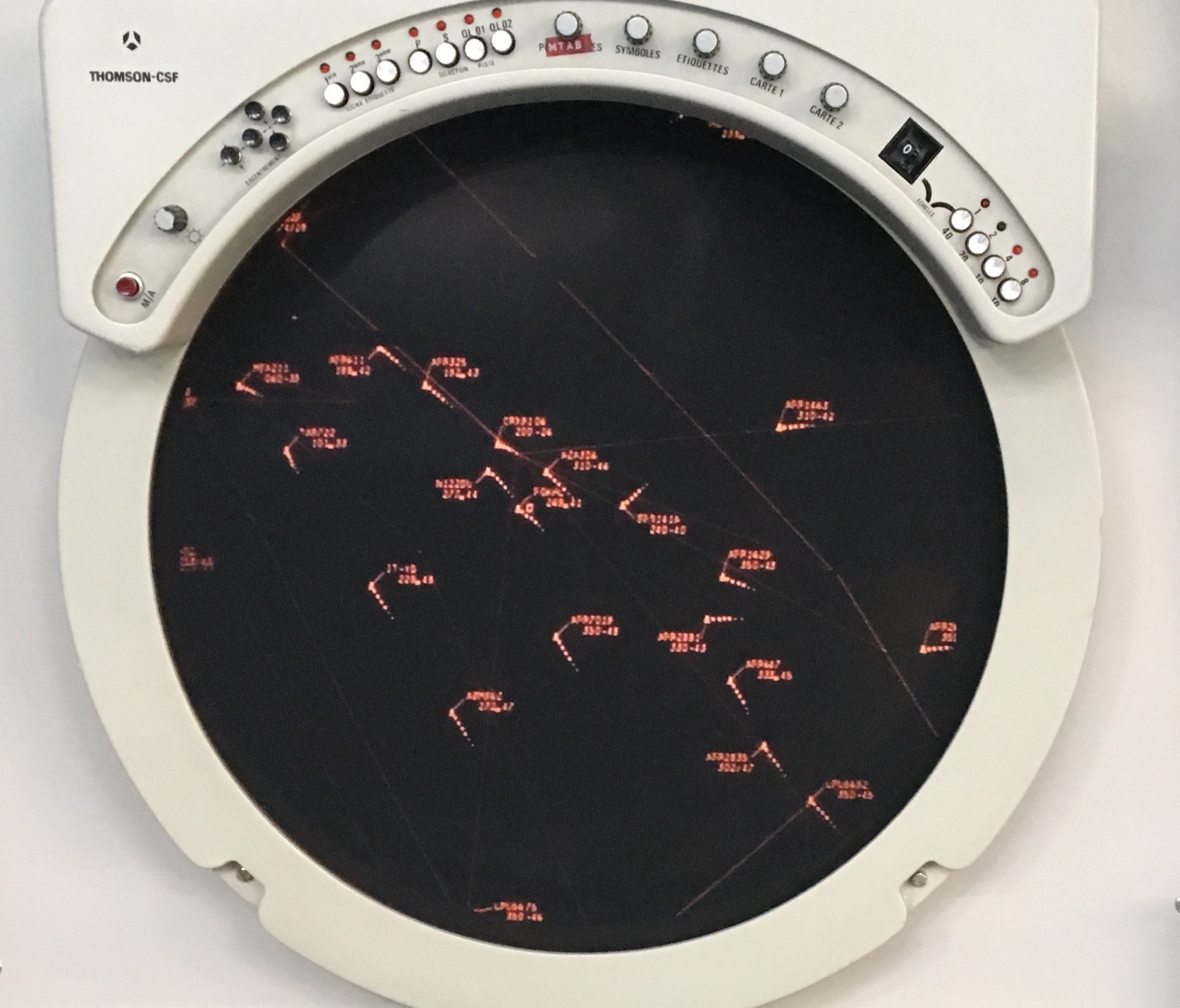
Écran d'affichage des données de surveillance.

Les données ASR sont affichées sur le Standard Terminal Automation Replacement System (STARS) dans les tours de contrôle et les salles de contrôle d'approche par radar terminal (TRACON), situées dans les aéroports.
STARS est utilisé par les contrôleurs dans tous les États-Unis pour fournir des services de contrôle de la circulation aérienne (ATC) aux aéronefs dans les zones terminales. Les services ATC sont fournis dans la zone autour des aéroports où le trafic des arrivées départs est important. Ces fonctions comprennent la distanciation des aéronefs, les avis des conditions météorologiques et le contrôle de niveau du trafic aérien. Le système est conçu pour s'adapter à la croissance du trafic aérien et à l'introduction de nouvelles fonctions d'automatisation qui amélioreront la sécurité et l'efficacité du système de l'espace aérien national (NAS) des États-Unis. 
Le radar de surveillance d'aéroport commence à être complété par l'ADS-B (Automatic dependent surveillance-broadcast) aux États-Unis et dans d'autres régions du monde. Depuis le printemps 2011, l'ADS-B est actuellement opérationnel dans la plupart des installations ATC aux États-Unis. L'ADS-B est une technologie basée sur le GPS qui permet aux aéronefs de transmettre leur position déterminée par GPS aux systèmes d'affichage aussi souvent qu'une fois par seconde, par opposition à une fois toutes les 5-6 secondes pour un radar à courte portée, ou une fois toutes les 12-13 secondes pendant un radar longue portée à rotation plus lente. La FAA exige que l'ADS-B soit pleinement opérationnel et disponible pour le NAS d'ici 2020. Cela rendra possible la mise hors service des radars plus anciens afin d'augmenter la sécurité et de réduire les coûts. À partir de 2011, il n'y a pas de liste définitive des radars qui seront mis hors service à la suite de la mise en œuvre de l'ADS-B.